# Ту-Ріверс (Аляска)
Ту-Ріверс (англ. Two Rivers) — переписна місцевість (CDP) в США, в окрузі Фербенкс-Норт-Стар штату Аляска. Населення — 650 осіб (2020).

## Географія
Ту-Ріверс розташований за координатами 64°53′27″ пн. ш. 147°5′24″ зх. д. / 64.89083° пн. ш. 147.09000° зх. д. (64.890845, -147.089884).  За даними Бюро перепису населення США в 2010 році переписна місцевість мала площу 71,68 км², уся площа — суходіл.

### Клімат
| Клімат : Ту-Ріверс    | Клімат : Ту-Ріверс | Клімат : Ту-Ріверс | Клімат : Ту-Ріверс | Клімат : Ту-Ріверс | Клімат : Ту-Ріверс | Клімат : Ту-Ріверс | Клімат : Ту-Ріверс | Клімат : Ту-Ріверс | Клімат : Ту-Ріверс | Клімат : Ту-Ріверс | Клімат : Ту-Ріверс | Клімат : Ту-Ріверс | Клімат : Ту-Ріверс |
| Показник              | Січ.               | Лют.               | Бер.               | Квіт.              | Трав.              | Черв.              | Лип.               | Серп.              | Вер.               | Жовт.              | Лист.              | Груд.              | Рік                |
| Середній максимум, °C | −16,6              | −9,1               | −3,4               | 7,7                | 16,5               | 22,0               | 22,4               | 18,2               | 12,3               | −0,2               | −10,2              | −14,6              | 3,8                |
| Середній мінімум, °C  | −25,6              | −20                | −16,7              | −5,7               | 0,9                | 7,2                | 9,4                | 6,6                | 1,6                | −8,9               | −18,6              | −23,9              | −7,8               |
| --------------------- | ------------------ | ------------------ | ------------------ | ------------------ | ------------------ | ------------------ | ------------------ | ------------------ | ------------------ | ------------------ | ------------------ | ------------------ | ------------------ |

## Демографія
Згідно з переписом 2010 року, у переписній місцевості мешкало 719 осіб у 296 домогосподарствах у складі 185 родин. Густота населення становила 10 осіб/км².  Було 348 помешкань (5/км²).
Расовий склад населення:
| - 85,7 % — білих - 3,6 % — корінних американців - 1,0 % — азіатів - 0,1 % — вихідців з тихоокеанських островів - 0,1 % — чорних або афроамериканців - 1,3 % — осіб інших рас |

До двох чи більше рас належало 8,2 %. Частка іспаномовних становила 5,0 % від усіх жителів.
За віковим діапазоном населення розподілялося таким чином: 23,6 % — особи молодші 18 років, 70,6 % — особи у віці 18—64 років, 5,8 % — особи у віці 65 років та старші. Медіана віку мешканця становила 41,3 року. На 100 осіб жіночої статі у переписній місцевості припадало 107,2 чоловіків;  на 100 жінок у віці від 18 років та старших — 115,3 чоловіків також старших 18 років.
Цивільне працевлаштоване населення становило 137 осіб. Основні галузі зайнятості: освіта, охорона здоров'я та соціальна допомога — 29,9 %, транспорт — 26,3 %, виробництво — 22,6 %, публічна адміністрація — 21,2 %.